# Анатолий (консул 440 г.)
Флавий Анатолий (на латински: Flavius Anatolius) е дипломат и военачалник на Източната Римска империя по времето на император Теодосий II и краля на хуните Атила през 5 век.

## Биография
Анатолий ръководи през 421 г. римската войска в Персийска Армения във войната против сасанидите. От 433 до 446 г. той е magister militum per Orientem. През 440 г. той е консул на Изток с колега на Запад император Валентиниан III. През 443 г. води преговорите с Атила. От 446 г. служи като magister militum per Orientem и става patricius.
Анатолий подарява през 442 г. на църквата в Едеса, реликва на Апостол Тома, която е преместена в Антиохия в „Базиликата на Анатолий“.